# Wola Krzysztoporska (gemeente)
De gemeente Wola Krzysztoporska is een landgemeente in het Poolse woiwodschap Łódź, in powiat Piotrkowski.
De zetel van de gemeente is in Wola Krzysztoporska.
Op 30 juni 2004 telde de gemeente 11 535 inwoners.

## Oppervlakte gegevens
In 2002 bedroeg de totale oppervlakte van gemeente Wola Krzysztoporska 170,41 km², waarvan:
- agrarisch gebied: 83%
- bossen: 9%

De gemeente beslaat 11,92% van de totale oppervlakte van de powiat.

## Demografie
Stand op 30 juni 2004:
| Omschrijving                   | Totaal | Totaal | Vrouwen | Vrouwen | Mannen | Mannen |
| ------------------------------ | ------ | ------ | ------- | ------- | ------ | ------ |
| eenheid                        | aantal | %      | aantal  | %       | aantal | %      |
| inwoners                       | 11 535 | 100    | 5801    | 50,3    | 5734   | 49,7   |
| bevolkingsdichtheid (inw./km²) | 67,7   | 67,7   | 34      | 34      | 33,6   | 33,6   |

In 2002 bedroeg het gemiddelde inkomen per inwoner 1304,2 zł.

## Plaatsen
Blizin, Bogdanów, Bogdanów-Kolonia, Borowa, Borowa-Kolonia, Budków, Bujny, Chaptyzów, Czartek, Dąbrówka, Dziesiątka, Folwark, Gąski, Glina, Gomulin, Gomulin-Kolonia, Jeżów, Juliopol, Kacprów, Kamienna, Kamienny Most, Kamionki, Kargał-Las, Kazimierzów, Koza, Kozierogi, Kozierogi-Kolonia, Krężna, Krzyżanów, Krzyżanów-Kolonia, Laski, Lucynów, Ludwików, Łużyk, Majków Duży, Mąkolice, Mąkolice-Kolonia, Miłaków, Mogile, Moników, Mysiaki, Mzurki, Mzurki-Kolonia, Oprzężów, Parzniewice, Parzniewice Duże, Parzniewice Małe, Parzniewiczki, Pastwisko, Pawłów Dolny, Pawłów Górny, Pawłów Szkolny, Piaski, Piekarki, Piekary, Poraj, Praca, Przydatki, Pustkowie, Radziątków, Rokszyce, Rokszyce Szkolne, Siomki, Stara Wieś, Stradzew, Ukraina, Wola Bogdanowska, Wola Krzysztoporska, Wola Rokszycka, Woźniki, Woźniki-Kolonia, Wygoda, Zamłynie, Żachta.

## Aangrenzende gemeenten
Bełchatów, Drużbice, Grabica, Kamieńsk, Piotrków Trybunalski, Rozprza